# Свети Йоан Кръстител (Лески)
„Свети Йоан Кръстител“ (на македонска литературна норма: „Свети Јован Крстител“) е възрожденска православна църква във винишкото село Лески, източната част на Република Македония. Част е от Брегалнишката епархия на Македонската православна църква – Охридска архиепископия. Църквата е построена в 1848 година.
Църквата е една от най-старите църкви в община Виница. Над източния вход на първоначалната църква, която по-късно е доградена и надградена, на фреската над вратата има надпис, в който пише, че в 1874 година са извършени преправки на храма. Вътре в църквата има дървен иконостас с четири реда икони, от които тези в най-долния дял с мотиви от Стария завет са най-стари, най-вероятно дело на местни майстори. В двора на църквата са изложени остатъци от каменна пластика, най-вероятно от по-стар църковен обект.